# Plebeiogryllus
Plebeiogryllus är ett släkte av insekter. Plebeiogryllus ingår i familjen syrsor.
Kladogram enligt Catalogue of Life:
| Plebeiogryllus | \| \| Plebeiogryllus contaminatus \| \| \| \| \| \| Plebeiogryllus guttiventris \| \| \| \| \| \| Plebeiogryllus plebejus \| \| \| \| \| \| Plebeiogryllus retiregularis \| \| \| \| \| \| Plebeiogryllus spurcatus \| \| \| \| |
|                | \| \| Plebeiogryllus contaminatus \| \| \| \| \| \| Plebeiogryllus guttiventris \| \| \| \| \| \| Plebeiogryllus plebejus \| \| \| \| \| \| Plebeiogryllus retiregularis \| \| \| \| \| \| Plebeiogryllus spurcatus \| \| \| \| |
|                | Plebeiogryllus contaminatus |
|                | |
|                | Plebeiogryllus guttiventris |
|                | |
|                | Plebeiogryllus plebejus |
|                | |
|                | Plebeiogryllus retiregularis |
|                | |
|                | Plebeiogryllus spurcatus |
|                | |